# Herbet
Ne doit pas être confondu avec Herbet (Belgique).
Pour les articles homonymes, voir Herbet (homonymie).
Le quartier d'Herbet est un ancien ensemble de cités en tôle et d'immeubles HLM situé à la périphérie est de Clermont-Ferrand, bordant le boulevard Saint-Jean dans la zone du Brézet.

## Histoire
Le site d'Herbet était au départ une campagne avec marais que décrivait en occitan dans l'Espitre a Babet l'auteur et militant clermontois Charles-Antoine Ravel. Il a accueilli une léproserie au Moyen Âge, une décharge à ordures puis un camp de prisonniers.
Après la Seconde Guerre mondiale, un camp est construit sur le site pour accueillir et loger les travailleurs et tirailleurs maghrébins (en majorité des Algériens).
Après le très dur hiver 1954, la décision de reloger les familles est prise. Trois immeubles collectifs (les blocs) sont construits ainsi qu'une centaine d'habitats individuels en tôle et fibrociment, les cités d'urgence Saint-Jean, entre 1955 et 1961. C'est le premier quartier HLM de Clermont-Ferrand.
Alors que ces logements ne devaient être que temporaires, ils sont finalement conservés pendant plusieurs décennies. Les maisonnettes sont rénovées dans les années 1980. L'une des améliorations les plus importantes est l'installation de salles de bain (ces logements n'avaient jusque-là que des toilettes à la turque pour tout sanitaire et pas d'eau chaude).
Les conditions de vie restent néanmoins difficiles. Dans ce quartier quelque peu enclavé, sans commerce, ni médecin ou administration, le Centre Copernic (maison de quartier) est la seule collectivité représentative municipale dans une zone excentrée où règne un fort taux de chômage surtout chez les jeunes. Il a été classé en ZUS (Zone Urbaine Sensible) jusqu'en 2025. Le quartier a connu des débordements en janvier 2012 à la suite d'une altercation avec les services de police ayant entraîné la mort d'un homme de 30 ans, Wissam El-Yamni dans le quartier voisin de La Gauthière.
Dans les années 2000, le quartier ne compte plus qu'un millier d'habitants environ et donne une image de bidonville. La quasi-totalité de la population est d'origine maghrébine (environ 95 %) et beaucoup d'habitants ont déserté le quartier pour des logements plus décents.
En 2012, la municipalité prend la décision de détruire les cités d'Herbet.
La démolition intervient en 2015. Un écoquartier de près de 20 hectares sera construit sur la zone et sur les terrains adjacents autrefois occupés par les abattoirs.

## Personnalités issues du quartier
L’ancien champion du monde de boxe Salim Medjkoune, ainsi que l'ancienne secrétaire d'État Fadela Amara sont originaires du quartier Herbet.